# Аренас Клуб Гечо
«Аренас Клуб Гечо» (ісп. Arenas Club de Guecho) — іспанський, баскський футбольний клуб, який базується в однойменному місті в Країні Басків. «Аренас Клуб Гечо» є другою за титулами бакською командою,були часи коли вони навіть посунули з п'єдесталу сам «Атлетік» з Більбао.
Заснований в часі найбільшого розквіту баскського футболу, йому довелося конкурувати з головною командою басків — «Атлетіком». Бували часи,коли гравці з Гечо пермагали своїх іменитих сусідів з Більбао. Ба більше, команда здобула кілька титулів в іспанському футболі: володар Кубка дель Рей, фіналіст кубкових турнірів, бронзовий призер першості Іспанії. Відтак 
«Аренас Клуб Гечо» вважається зачинателем іспанського футболу, граючи на зорі піренейського футболу, вони були в числі засновників Біскайської ліги футболу та головного турніру країни — Прімери.

## Історія
Клуб заснований 1909 року, в курортно приморському містечку Гечо,поруч Більбао. 
Гостей приймає на муніципальному стадіоні Гобела (Campo Municipal de Gobela), вміщає 1200 глядачів. Кольори клубу чорно-червоні.

## Титули
- Володар Кубка Іспанії: 1919

## Статистика
В Прімері «Аренас» провів сім сезонів:
| Сезон   | І   | В  | Н  | П  | ЗМ  | ПМ  | РМ  | О   | Місце |
| ------- | --- | -- | -- | -- | --- | --- | --- | --- | ----- |
| 1929    | 18  | 8  | 3  | 7  | 32  | 39  | -7  | 19  | 5     |
| 1929/30 | 18  | 9  | 2  | 7  | 51  | 40  | +11 | 20  |       |
| 1930/31 | 18  | 8  | 2  | 8  | 35  | 38  | -3  | 18  | 5     |
| 1931/32 | 18  | 7  | 3  | 8  | 35  | 42  | -7  | 17  | 5     |
| 1932/33 | 18  | 5  | 4  | 9  | 39  | 44  | -5  | 14  | 7     |
| 1933/34 | 18  | 3  | 4  | 11 | 18  | 49  | -31 | 10  | 10    |
| 1934/35 | 22  | 3  | 3  | 16 | 17  | 56  | -39 | 9   | 12    |
| Усього  | 130 | 43 | 21 | 66 | 227 | 308 | -81 | 107 | —     |

Рекордсмени клубу за кількістю проведених ігор і забитих м'ячів в елітній лізі іспанського футболу:
| М  | Гравець                | Ігри  |
|    |                        |       |
| 1. | Рамон Аррієта Льона    | — 114 |
| 2. | Хосе Урресті Уркіса    | — 87  |
| 3. | Рікардо Льянтада Торре | — 69  |
| 4. | Анхель Мартін Родрігес | — 66  |
| 5. | Хав'єр Ріверо Угарте   | — 62  |
| 6. | Ніколас Менчака        | — 54  |
| 7. | Томас Сарраонаіндіа    | — 51  |
| 8. | Хосе Марія Єрмо        | — 51  |
| 9. | Рафаель Егускіса       | — 50  |

| М  | Гравець                 | Голи |
|    |                         |      |
| 1. | Хосе Марія Єрмо         | — 30 |
| 2. | Мануель Гурручага Лавін | — 22 |
| 3. | Франсіско Іріондо       | — 17 |
| 4. | Ніколас Менчака         | — 17 |
| 5. | Хав'єр Ріверо Угарте    | — 15 |
| 6. | Анхель Мартін Родрігес  | — 15 |
| 7. | Хуан Ечеверрія Кубіан   | — 13 |
| 8. | Еміліо Алонсо           | — 13 |
| 9. | Андрес Калеро Більбао   | — 12 |

Найкращі бомбардири і тренери команди у кожному сезоні Прімери:
| Сезон | Гравець                               | Голи |
|       |                                       |      |
| 1929  | Хосе Марія Єрмо                       | — 11 |
| 1930  | Мануель Гурручага Лавін               | — 14 |
| 1931  | Хосе Марія Єрмо Андрес Калеро Більбао | — 7  |
| 1932  | Анхель Мартін Родрігес                | — 7  |
| 1933  | Франсіско Іріондо                     | — 13 |
| 1934  | Хосе Марія Єрмо                       | — 6  |
| 1935  | Томас Ларрондо                        | — 6  |

| Сезон | Тренер            |
|       |                   |
| 1929  | Педро Вальяна     |
| 1930  | Хосе Планас Артес |
| 1931  | Естебан Платко    |
| 1932  | Естебан Платко    |
| 1933  | Естебан Платко    |
| 1934  | Хосе Планас Артес |
| 1935  | Хосе Планас Артес |

Учасники вирішальних матчів за кубок Іспанії:
| Гравець              | П    | Ф                |
|                      |      |                  |
| Хосе Марія Хаурегі   | 1919 | 1917, 1925, 1927 |
| Педро Вальяна        | 1919 | 1917, 1925       |
| Хосе Марія Пенья     | 1919 | 1917, 1925       |
| Гумерсіндо Уріарте   | 1919 | 1917             |
| Педро Бартурен       | 1919 | 1917             |
| Флоренсіо Пенья      | 1919 | 1917             |
| Домінго Кареага      | 1919 | 1925             |
| Хосе Арруса          | 1919 | —                |
| Ібіабарріага         | 1919 | —                |
| Франсиско Пагаса     | 1919 | —                |
| Фелікс Сесумага      | 1919 | —                |
| Хосе Урресті Уркіса  | —    | 1925, 1927       |
| Антоніо Ланья        | —    | 1925, 1927       |
| Хав'єр Ріверо Угарте | —    | 1925, 1927       |

| Гравець             | П | Ф          |
|                     |   |            |
| Хосе Марія Єрмо     | — | 1925, 1927 |
| Фідель Сесумага     | — | 1925, 1927 |
| Робустіано Більбао  | — | 1925, 1927 |
| Ормаечеа            | — | 1917       |
| Субіага             | — | 1917       |
| Чачо Гонсалес       | — | 1917       |
| Муньйос             | — | 1917       |
| Мануель Суарес      | — | 1917       |
| Матео Агіррегойтіа  | — | 1925       |
| Рікардо Льянтада    | — | 1927       |
| Крепускуло Сесумага | — | 1927       |
| Хусто де Андіса     | — | 1927       |
| Мануель Гурручага   | — | 1927       |

У складі збірної Іспанії виступали вісім гравців команди:
| М  | Гравець            | Ігри          |
|    |                    |               |
| 1. | Хосе Марія Пенья   | — 14          |
| 2. | Педро Вальяна      | — 12          |
| 3. | Хосе Марія Єрмо    | — 5 (5 голів) |
| 4. | Домінго Кареага    | — 4           |
|    | Франсиско Пагаса   | — 4           |
| 6. | Хосе Марія Хаурегі | — 3           |
| 7. | Леонардо Сілауррен | — 2           |
| 8. | Робустіано Більбао | — 1           |